# Mackenrode (Hohenstein)
Mackenrode ist der westlichste Ortsteil der Gemeinde Hohenstein im Landkreis Nordhausen in Thüringen.

## Geographische Lage
Mackenrode liegt im Karstgebiet des südlichen Harzvorlandes. Der nach dem Dorf benannte Mackenröder Wald – unter anderem mit dem Naturschutzgebiet Sülzensee – Mackenröder Wald – erstreckt sich westlich des Dorfs. Am Rande des Reihendorfes fließt die Ichte. Rund 1 km südwestlich von Mackenrode befindet sich das Anwesen Hasenwinkel.

## Geschichte
Der Ortsteil ist erstmals in einer Urkunde Kaiser Ottos II. vom 30. Juli 977 genannt worden.
1790 wurde die erste Kirche abgerissen und eine neue gebaut.
Bauernkrieg und Pest haben das Dorf sehr geschädigt. Am 17. August 1876 wütete ein Großbrand, dem 35 Gehöfte zum Opfer fielen. Im Ersten Weltkrieg fielen 47 und im Zweiten Weltkrieg 62 Männer des Ortes.

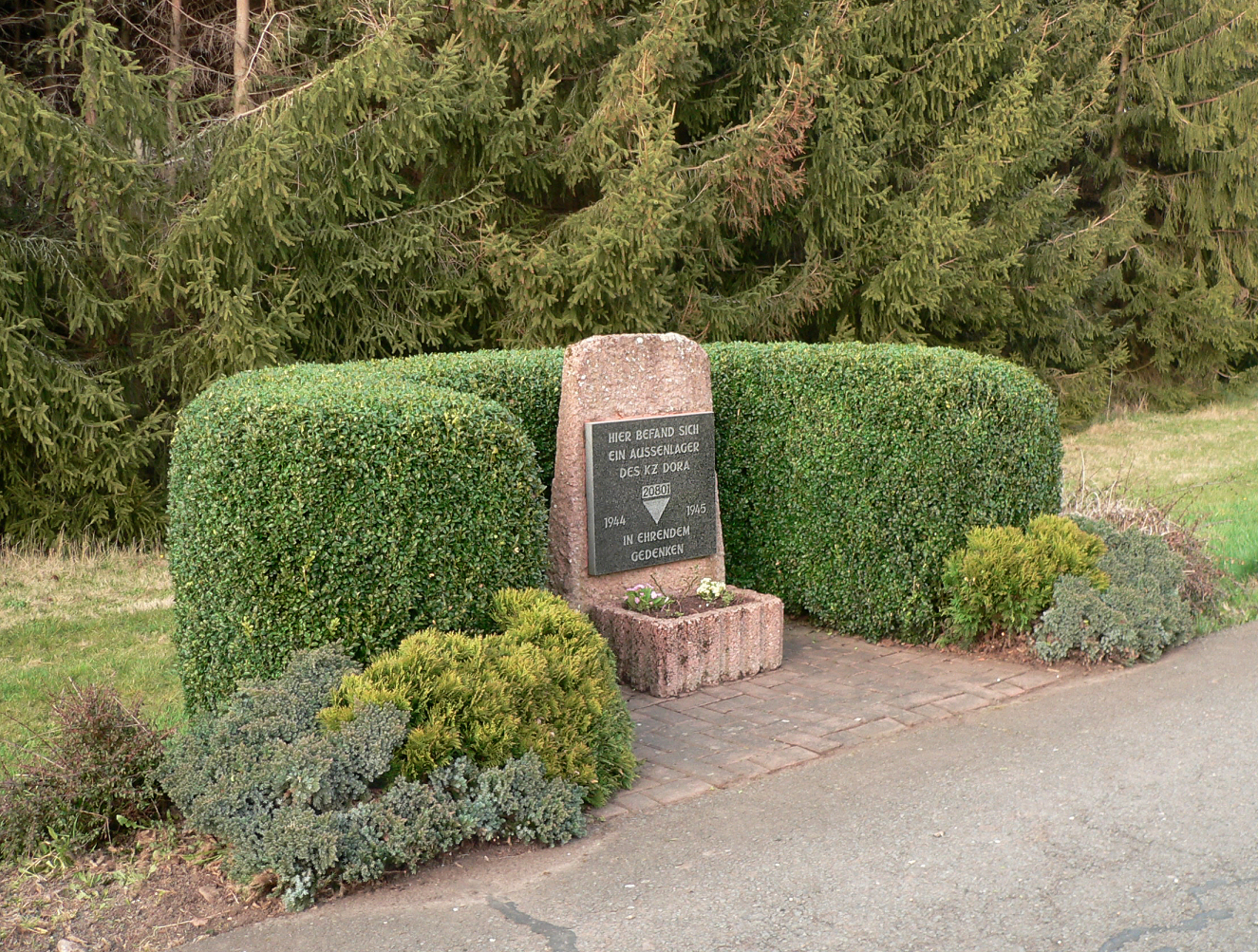
Gedenkstein am ehemaligen Gelände des KZ-Außenlagers in Mackenrode

Am 21. Juli 1944 wurde in Mackenrode ein KZ-Außenlager gegründet, das ab Oktober 1944 dem KZ-Lagerkomplex Mittelbau unterstellt wurde und ein Nebenlager des ebenfalls zu diesem Lagerkomplex gehörenden Konzentrationslagers Wieda war. Etwa 300 KZ-Häftlinge der SS-Baubrigade III mussten Gleisbau-, Erd- und Rodungsarbeiten für den Bau der Helmetalbahn leisten. Nach einem Räumungstransport per Bahn und Todesmärschen zu Fuß wurden die meisten überlebenden Häftlinge in Gardelegen beim Massaker in der Isenschnibber Feldscheune am 13. April 1945 ermordet.
Am ehemaligen Lagergelände erinnert seit 1995 ein Gedenkstein an die Geschichte des KZ-Außenlagers. Auch die Dauerausstellung der Gedenkstätte Feldscheune Isenschnibbe Gardelegen erinnert an dessen Geschichte.
Nach Kriegsende 1945 kam das Grenzgebiet mit Zwangsevakuierungen.
Heute ist Mackenrode geschäftliches Zentrum der am 18. Oktober 1996 gebildeten Gemeinde Hohenstein. Es gibt ein Gewerbegebiet und ein weiteres ist geplant. Auch ein Wohngebiet ist vorgesehen. Ein Gebrauchtwagenhandel und eine Tankstelle besteht neben weiteren Firmen und Gewerbe.

## Bevölkerung
Entwicklung der Einwohnerzahl (i. d. R. am 01. oder 31. Dezember erhoben)
| - 1905: 623 - 1910: 655 - 1917: 560 - 1925: 738 | - 1933: 745 - 1939: 696 - 1946: 980 |